# Ed McCaffrey
Edward Thomas McCaffrey (Waynesboro, 17 agosto 1968) è un ex giocatore di football americano statunitense che ha giocato nel ruolo di wide receiver nella National Football League (NFL). Fu scelto nel corso del terzo giro (83º assoluto) del Draft NFL 1991 dai New York Giants. Al college giocò a football alla Stanford University.

## Carriera professionistica
McCaffrey fu scelto nel corso del terzo giro del Draft 1991 dai New York Giants. Durante i suoi tredici anni di carriera vinse tre Super Bowl  (XXIX, XXXII e XXXIII) venendo convocato per il Pro Bowl nel 1998. A Denver divenne un bersaglio affidabile per il quarterback John Elway. Stabilì il record di franchigia della squadra con 101 ricezioni nel 2000 e giocò una prestazione notevole nel Super Bowl XXXIII, ricevendo 5 passaggi per 72 yard. Inoltre nel 1999, McCaffrey e il compagno Rod Smith divennero solamente la seconda coppia di wide receiver della stessa squadra a ricevere almeno 100 passaggi a testa in stagione (i primi furono Herman Moore e Brett Perriman).
Il 10 settembre 2001, McCaffrey subì una frattura composta della gamba nel Monday Night Football dei Broncos contro i Giants. Si riprese nel 2002 terminando l'annata con 69 ricezioni per 903 yard. Rallentato dagli infortuni, Ed si ritirò il 29 febbraio 2004, dopo una deludente stagione 2003.

## Vittorie e premi

### Franchigia
- Super Bowl : 3

San Francisco 49ers: XXIX
Denver Broncos: XXXII, XXXIII
- National Football Conference Championship: 1

San Francisco 49ers: 1994
- American Football Conference Championship: 2

Denver Broncos: 1997, 1998

### Individuale
- Convocazioni al Pro Bowl: 1

1998
- All-Pro: 1

1998
- Formazione ideale del 50º anniversario dei Denver Broncos

## Statistiche
| Anno     | Squadra        | Gare | Ric | Yard  | Media | TD |
| -------- | -------------- | ---- | --- | ----- | ----- | -- |
| 1991     | NY Giants      | 16   | 16  | 146   | 9.1   | 0  |
| 1992     | NY Giants      | 16   | 49  | 610   | 12.4  | 5  |
| 1993     | NY Giants      | 16   | 27  | 335   | 12.4  | 2  |
| 1994     | SF 49ers       | 16   | 11  | 131   | 11.9  | 2  |
| 1995     | Denver Broncos | 16   | 39  | 477   | 12.2  | 2  |
| 1996     | Denver Broncos | 15   | 48  | 553   | 11.5  | 7  |
| 1997     | Denver Broncos | 15   | 45  | 590   | 13.1  | 8  |
| 1998     | Denver Broncos | 15   | 64  | 1,053 | 16.5  | 10 |
| 1999     | Denver Broncos | 15   | 71  | 1,018 | 14.3  | 7  |
| 2000     | Denver Broncos | 16   | 101 | 1,317 | 13.0  | 9  |
| 2001     | Denver Broncos | 1    | 6   | 94    | 15.7  | 1  |
| 2002     | Denver Broncos | 16   | 69  | 903   | 13.1  | 2  |
| 2003     | Denver Broncos | 12   | 19  | 195   | 10.3  | 0  |
| Carriera |                | 185  | 565 | 7422  | 13.1  | 55 |

## Famiglia
Ed è il padre di Christian McCaffrey, running back finalista nell'Heisman Trophy nel 2015 che ora gioca nei San Francisco 49ers, e di Luke McCaffrey, wide receiver scelto nel Draft NFL 2024 dai Washington Commanders.